# Zestrea Românilor
Zestrea Românilor este un ciclul de documentare serial al televiziunii române dedicat consemnării și conservării culturii și civilizației țradiționale românești.